# Nikita Bucenko
Nikita Kostiantynowycz Bucenko, ukr. Нікіта Костянтинович Буценко (ur. 20 stycznia 1990 w Charkowie) – ukraiński hokeista, reprezentant Ukrainy.
Jego ojciec Kostiantyn (ur. 1969) także został hokeistą.

## Kariera

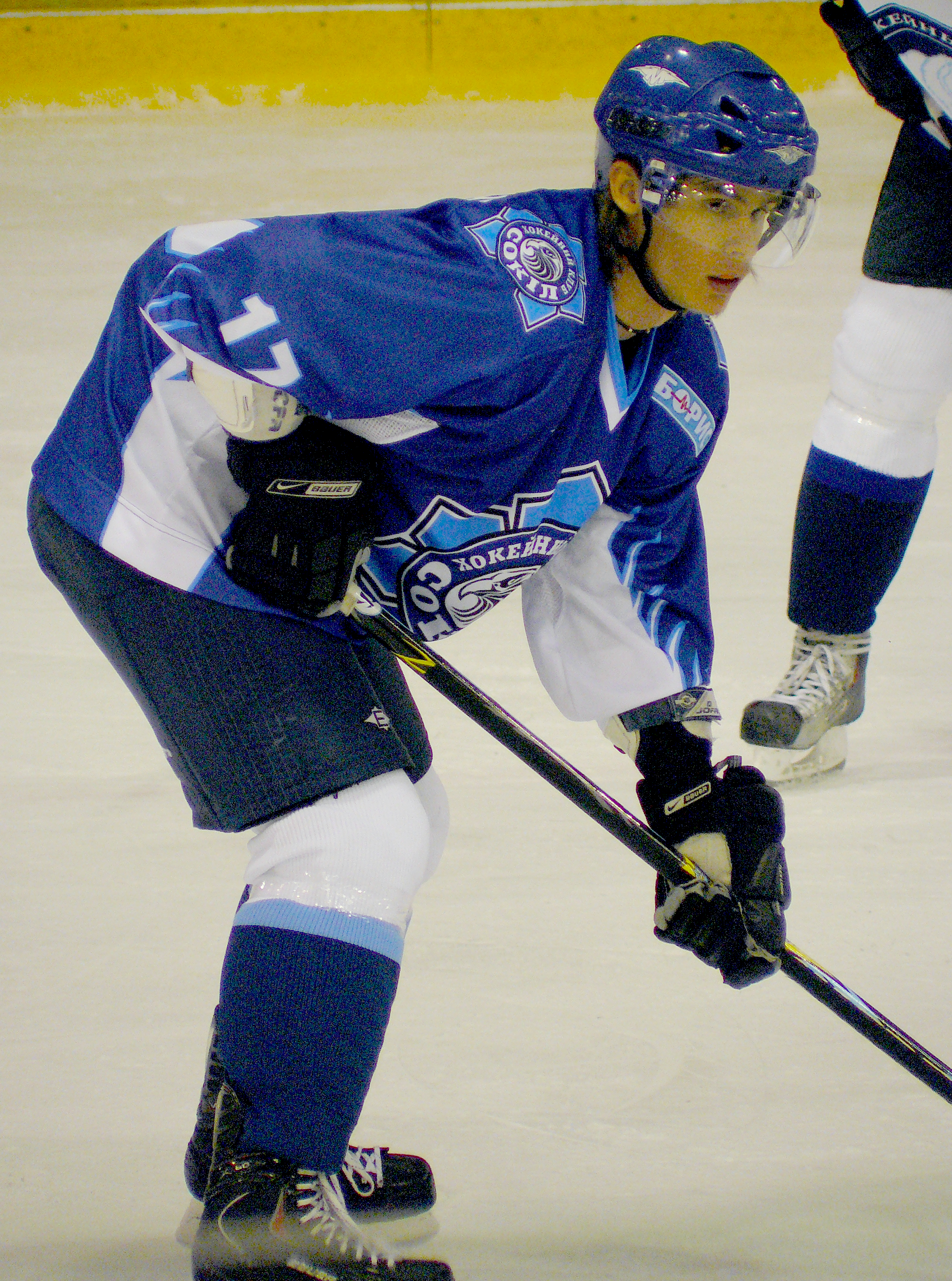
Nikita Bucenko w barwach Sokiłu Kijów (2010)

- Sokił Kijów 2 (2005-2006)
- Berkut Browary (2006-2007)
- Biłyj Bars Biała Cerkiew (2007-2010)
- Sokił Kijów (2010-2011)
  -  Sokił Kijów 2 (2010-2011)
- Berkut Kijów (2011-2012)
- Kompańjon Kijów (2012)
- Donbas Donieck 2 (2012-2013)
- Biłyj Bars Biała Cerkiew (2013-2014)
- Polonia Bytom (2014-2015)
- Donbas Donieck (2015-2017)
- CS Progym Gheorgheni (2017-2018)
- Zagłębie Sosnowiec (2018-2019)
- Donbas Donieck (2020-2021)
- Altajir Drużkiwka (2021-2022)
- Zagłębie Sosnowiec (2022-2025)

Występował w klubach ukraińskich. Od przełomu sierpnia i września 2014 zawodnik Polonii Bytom w rozgrywkach Polskiej Hokej Ligi. W barwach klubu grał w sezonie PHL 2014/2015. Od lipca 2015 zawodnik Donbasu. Od listopada 2017 zawodnik rumuńskiego klubu CS Progym Gheorgheni. W połowie października 2018 został hokeistą polskiego Zagłębia Sosnowiec. W tej drużynie występował do końca roku 2019, po czym na początku stycznia 2020 poinformowano o rozwiązaniu jego kontraktu. W styczniu 2020 dołączył ponownie do Donbasu Donieck. Pod koniec 2021 trafił do drużyny Altajir Drużkiwka. W maju 2022 ponownie został zaangażowany przez Zagłębie Sosnowiec. Po sezonie 2024/2025 jego kontrakt z tym klubem został rozwiązany.
Grał w kadrach juniorskich Ukrainy. Uczestniczył w turniejach mistrzostw świata juniorów do lat 18 w 2006, 2007, 2008 oraz mistrzostw świata juniorów do lat 20 w 2008, 2008, 2010 (wszystkie w ramach Dywizji I), hokeja mężczyzn na Zimowej Uniwersjadzie 2013. W kadrze seniorskiej uczestniczył w turniejach mistrzostw świata w 2017, 2018, 2019 (Dywizja I).

## Sukcesy
Klubowe
- Srebrny medal mistrzostw Ukrainy: 2007 z Berkutem Browary, 2008, 2009 z Biłyjem Barsem Biała Cerkiew, 2011 z Sokiłem Kijów, 2014 z Biłyjem Barsem Biała Cerkiew, 2020 z Donbasem Donieck
- Złoty medal mistrzostw Ukrainy: 2013 z Donbasem Donieck 2, 2016, 2017, 2021 z Donbasem Donieck

Indywidualne
- Mistrzostwa świata do lat 18 w hokeju na lodzie mężczyzn 2009/I Dywizja#Grupa A:
  - Najlepszy zawodnik reprezentacji na turnieju[12]
- Ukraińska Wyższa Liga w hokeju na lodzie 2009/2010:
  - Najlepszy młodzieżowy zawodnik sezonu[13][14][15]
- Mistrzostwa Świata w Hokeju na Lodzie 2010/I Dywizja#Grupa A:
  - Drugie miejsce w klasyfikacji strzelców turnieju: 4 gole[16]
  - Szóste miejsce w klasyfikacji kanadyjskiej turnieju: 6 punktów[17]
  - Pierwsze miejsce w klasyfikacji strzelców w ramach reprezentacji na turnieju: 4 gole[18]
  - Pierwsze miejsce w klasyfikacji kanadyjskiej w ramach reprezentacji na turnieju: 6 punktów
- Mistrzostwa Ukrainy w hokeju na lodzie (2013/2014):
  - Cztery miejsce w klasyfikacji strzelców w sezonie zasadniczym: 12 goli[19]
  - Trzecie miejsce w klasyfikacji asystentów w sezonie zasadniczym: 19 asyst[20]
  - Drugie miejsce w klasyfikacji kanadyjskiej w sezonie zasadniczym: 31 punktów[21]
  - Piąte miejsce w klasyfikacji strzelców w fazie play-off: 2 gole[22]
  - Trzecie miejsce w klasyfikacji asystentów w fazie play-off: 4 asysty[23]
  - Trzecie miejsce w klasyfikacji kanadyjskiej w fazie play-off: 6 punktów[24]
- Mistrzostwa Ukrainy w hokeju na lodzie (2015/2016):
  - Drugie miejsce w klasyfikacji strzelców w sezonie zasadniczym: 53 gole[25]
  - Pierwsze miejsce w klasyfikacji asystentów sezonie zasadniczym: 79 asyst[26]
  - Pierwsze miejsce w klasyfikacji kanadyjskiej w sezonie zasadniczym: 132 punkty[27][28]
  - Piąte miejsce w klasyfikacji strzelców w fazie play-off: 3 gole[29]
- Mistrzostwa Świata w Hokeju na Lodzie 2017/I Dywizja#Grupa A:
  - Najlepszy zawodnik reprezentacji w turnieju[30]